# Putnam County, New York
Putnam County är ett administrativt område i södra delen av delstaten New York, USA, med 99 710 invånare vid 2010 års folkräkning. Countyt tillhör norra delen av New Yorks storstadsregion. Den administrativa huvudorten (county seat) är Carmel.

## Geografi
Enligt United States Census Bureau har countyt en total area på 638 km². 599 km² av den arean är land och 39 km² är vatten. 

### Angränsande countyn
- Dutchess County, New York - nord
- Fairfield County, Connecticut - öst
- Westchester County, New York - syd
- Rockland County, New York - sydväst
- Orange County, New York - väst